# Black Orchid
Black Orchid (em português: Orquídea Negra) é uma história em quadrinhos americana escrita por Neil Gaiman com arte de Dave McKean. Foi publicada pela DC Comics como uma série limitada de três edições de dezembro de 1988 a fevereiro de 1989, e mais tarde foi reimpressa em formato de brochura comercial. Black Orchid segue duas garotas, Flora e Suzy , que acordam em uma estufa. Sua jornada para descobrir quem elas são as leva a entrar em contato com figuras do Universo DC como Batman e Monstro do Pântano, mas também a entrar em conflito com o gênio do crime Lex Luthor, que as procura para seus próprios interesses.
Gaiman e McKean desenvolveram a série após se encontrarem com Jenette Kahn, Dick Giordano e Karen Berger no início de 1987. Os dois lançaram várias ideias para a série, mas acabaram sendo designados para Black Orchid porque todos os outros personagens em que queriam trabalhar estavam em uso na época. Eles produziram o conceito da série em dois dias e ganharam a aprovação da DC Comics. A DC quase cancelou a série devido ao medo de que ela fracassaria comercialmente, mas cedeu depois que McKean terminou a arte. Gaiman mais tarde retrabalhou alguns personagens e conceitos cortados em um pitch para uma nova série, que se tornou seu aclamado Sandman.
Apesar das preocupações da DC, Black Orchid vendeu bem e foi recebido positivamente. Os críticos acham que a história se manteve bem para uma das primeiras obras de Gaiman. Black Orchid ajudou a impulsionar a carreira de Gaiman e estabeleceu muitos temas que se tornaram comuns em suas histórias posteriores. Também inspirou uma curta série contínua publicada sob o selo alternativo da DC, Vertigo, de setembro de 1993 a junho de 1995.